# Forbundsdagsvalget 1994
Forbundsdagsvalget i Tyskland 1994 fandt sted den 16. oktober det år, og var det 35. valg til Tysklands forbundsdag.
Resultatet af valget var, at regeringen bestående af CDU/CSU og FDP under ledelse af Helmut Kohl blev siddende. Ved valget var daværende statsminister i Rheinland-Pfalz Rudolf Scharping SPDs kanslerkandidat. Strid mellem Scharping og Oskar Lafontaine og Gerhard Schröder svækkede imidlertid SPDs stilling under valgkampen.
Partei des Demokratischen Sozialismus (PDS) blev repræsenteret i Forbundsdagn, selv om de havde mindre end 5 % af stemmerne. Grunden til dette var at de opnåede fire direkte mandater v.h.a. førstestemmer (personstemmer) på en opstillet politiker (kredsmandat). Ifølge den tyske valglovgivning kan et parti opnå repræsentation selvom partiet ikke kommer over spærregrænsen, såfremt partier får mindst tre direkte mandater.

## Resultater
|  | Parti                 | Partilistestemmer | Procent (ændring) | Procent (ændring) | Pladser (ændring) | Pladser (ændring) | Procent af pladser |
|  | --------------------- | ----------------- | ----------------- | ----------------- | ----------------- | ----------------- | ------------------ |
|  | SPD                   | 17 140 354        | 36,4 %            | +2,9 %            | 252               | +13               | 37,5 %             |
|  | CDU                   | 16 089 960        | 34,2 %            | −2,5 %            | 244               | −24               | 36,3 %             |
|  | CSU                   | 3 427 196         | 7,3 %             | +0,2 %            | 50                | −1                | 7,4 %              |
|  | Bündnis 90/Die Grünen | 3 424 315         | 7,3 %             | +2,3 %            | 49                | +41               | 7,3 %              |
|  | FDP                   | 3 258 407         | 6,9 %             | −4,1 %            | 47                | −32               | 7,0 %              |
|  | PDS                   | 2 066 176         | 4,4 %             | +2,0 %            | 30                | +13               | 4,5 %              |
|  | REP                   | 875 239           | 1,9 %             | −0,2 %            | 0                 | ±0                | 0,0 %              |
|  | Andre                 | 823 527           | 3,6 %             |                   | 0                 |                   | 0,0 %              |
|  | Totalt                | 47 105 174        | 100,0 %           |                   | 672               | +10               | 100,0 %            |